# Інститут епідеміології та інфекційних хвороб імені Л. В. Громашевського НАМН України
Державна установа «Інститут епідеміології та інфекційних хвороб ім. Л. В. Громашевського Національної Академії медичних наук України» — головна науково-дослідна організація в Україні з проблем інфекційної патології людини.

## Історія
Інститут був створений 21 жовтня 1896 року «Київським Товариством боротьби з заразними хворобами» з метою боротьби з найактуальнійшими для того часу хворобами — дифтерією та сказом. Перша назва — Київський Бактеріологічний інститут. Першим директором був професор-педіатр В. Є. Чернов.
Головними напрямками діяльності інституту були: розробка нових засобів лікування та профілактики; наукова розробка найболючіших питань інфекційної патології; виготовлення сироваток і вакцин; підготовка лікарів-мікробіологів.
За перший десяток років існування інституту було налагоджено випуск цілої низки профілактичних препаратів: протидифтерійної, протименінгококової, протистерптококової, протиправцевої сироваток: вакцин — проти натуральної віспи, холери, черевного тифу, сибірки, пастеровської вакцини проти сказу. Удосконалювались техніка та якість бактерійних препаратів.
В інституті працювала плеяда відомих у світі талановитих науковців. Це професори, академіки О. Д. Павловський, Володимир Високович, Володимир Підвисоцький, Василь Образцов, Федір Леш, Володимир Ліндеман, Олексій Кронтовський, Марко Нещадименко та багато інших, які в той час зробили великий внесок у розвиток цілого ряду розділів медичних науки. Серед них найвідоміші: інфекціоніст Ф. О. Леш відкрив дизентерійну амебу, мікробіолог В. К. Високович, працями якого про захисні реакції організму проти мікроорганізмів було закладено вчення про гуморальний імунітет, В. В. Подвисоцький, автор підручника «Основи загальної та експериментальної патології», де вперше був самостійний розділ з бактеріології; професор мікробіолог-патолог О. А. Кронтовський, який здійснив «вирощування клітин поза організмом», що ввійшло до його монографії «Метод тканевих культур», метод став неоціненим вкладом у подальший розвиток патології та вірусології.
З ім'ям мікробіолога професора Марка Нещадименка пов'язаний науковий прогрес із багатьох розділів теоретичної та практичної мікробіології; епідеміології, розвитку морфологічних та фізіологічних досліджень, розробки методів дезинфекції, обґрунтування специфічної профілактики дифтерії, туберкульозу, стрептококових та кишкових інфекцій. З позицій стрептококової етіології скарлатини вивчались біологічні властивості стрептококів. Ці дослідження були систематизовані в монографіях: М. П. Нещадименка «Стрептокок» та М. П. Нещадименка і Сергія Дяченка «Цереброспінальний менінгіт».
Успішно боролись з малярією працівники протозойного відділу, професори І. А. Свенсон та Борис Клейн видали монографію «Малярія». Наприкінці 1930-х років Інститут став великим науково-виробничим центром із 250 працівниками. Провідними науковцями були: Віктор Дроботько, Борис Клейн, Марко Нещадименко, Марія Яцимірська-Кронтовська, Сергій Дяченко, Сергій Ручківський та інші.
У 1930—1931 роках близько 20 співробітників інституту, зокрема Нещадименко, Кронтовський, Вашетко, Клейн, М. П. Біріджі, Микола Сисак, О. І. Одріна були заарештовані в справі «Українського національного центру».
Праця науковців Інституту була гармонійним поєднанням теоретичних досліджень з потребами протиепідемічної практики, виконувались завдання по збереженню здоров'я населення, які ставило перед ними життя. У період німецької окупації інститут практично не працював, не евакуйовувався.
У 1943 році інститут відновив свою діяльність. Директор інституту — доцент С. М. Терехов багато знань, енергії, досвіду вклав у відновлення діяльності інституту. Зросла матеріально-технічна база, було збудовано новий лабораторний корпус, що сприяло проведенню наукових досліджень на сучасному рівні та випуску високоякісних медичних препаратів, що сприяло забезпеченню бакпрепаратами не тільки нашої країни, але й експорту їх за кордон — у країни Європи, Близького Сходу, в Індію.
Теоретичні та практичні розробки вчених інституту заклали підвалини розвитку важливих проблем епідеміології, мікробіології, імунології, вірусології та крайової інфекційної патології. Тоді професором М. П. Мазуренко відкрито вірус гемоцитобластозу мишей, що стало додатковим підтвердженням вірусної етіології лейкозів, результати цієї праці узагальнені в монографії «Роль вірусів в етіології лейкозів».
В інституті проводились ґрунтовні дослідження, присвячені проблемам грипу, гострих респіраторних інфекцій, поліомієліту, вірусного гепатиту, енцефаліту, ентеровірусним інфекціям, цілої низки зоонозних інфекцій.

Меморіальна дошка Леву Громашевському на фасаді інституту.

Майже 25 років наукове керівництво інститутом очолював видатний науковець, академік, заслужений діяч науки і техніки України Лев Громашевський. Йому належить створення фундаментальної епідеміології, де були вперше обґрунтовані закономірності епідемічного процесу, сформульовані у шести законах, які й досі є неперевершеним осмисленням цього соціально-біологічного явища. Лев Громашевський створив вчення про механізми передачі інфекції, епідеміологічну класифікацію інфекційних хвороб, визначив поняття ліквідації інфекцій, науково обґрунтував її здійснення. Він створив та був главою великої школи епідеміологів. Наукові теорії Лева Васильовича визнані в усьому світі, а підручники «Общая эпидемиология», який видано на багатьох мовах та «Частная эпидемиология» користуються попитом і донині. Після його кончини вишли у світ «Праці Л. В. Громашевського». Вчення про епідемічний процес творчо розвивається його учнями та послідовниками.
З 1973 по 1983 рік директором інституту був заслужений діяч науки і техніки України, професор Марко Мельник. За цей період Інститут розширився: організовано дві нових лабораторії, збудовано нове приміщення для віварію, покращилась підготовка наукових кадрів вищої кваліфікації.
У 1978 році виробнича база відокремилась від інституту і почала існувати самостійно, Це було невдале рішення як для Інституту, так і для виробництва.
Перестали випускати багато імунологічних препаратів: сироваток, вакцин, діагностикумів. Україна лишилась цих важливих препаратів і тепер більшість з них купує закордоном, витрачаючи на них значні кошти.
У 1981 році Інститут об'єднали з Київським інститутом інфекційних хвороб, який заснував Лев Громашевський у 1949 році, в якому працювали відомі науковці-інфекціоністи А. М. Зюков, Б. Я. Падалка, Г. Г. Хоменко, М. К. Даль, М. І. Морозкін, І. Л. Богданов, Н. О. Максимович, М. А. Ващенко, Б. Л. Угрюмов, В. М. Плетнев, О. К. Тринус. Інститут став Центром боротьби з інфекційною патологією в країні; займався розробкою нових методів лікування, діагностики та профілактики інфекційних хвороб, такими як: грип та ГРВІ, пневмонія, кишкові інфекції, скарлатина, правець, вірусні гепатити, менінгоенцефаліти, ВІЛ-інфекція/СНІД.
З 1981 по 1992 роки директором інституту був член-кореспондент АН, АМН України і Росії, заслужений діяч науки і техніки, професор А. Ф. Фролов, автор цілого напрямку у вірусології: стосовно ролі вірусів у канцерогенезі, досліджень пріонових інфекцій, значення явища персистенції у патогенезі інфекційних хвороб. У ці роки фахівці інституту брали активну участь у ліквідації наслідків аварії на ЧАЕС, надавали медичну допомогу потерпілому від неї населенню в зонні радіаційного забруднення. у той час в інституті працював видатний громадський діяч, дипломат, епідеміолог, професор Юрій Миколайович Щербак.
З 1992 по 1997 роки інститут очолювала заслужений діяч науки і техніки України, професор А. М. Щербінська, наукові праці якої охоплювали проблеми молекулярно-біологічних механізмів грипозної інфекції, особливостей епідеміології та клініки ВІЛ-інфекції\СНІДу в Україні та інші.
З 1997 по 2006 рік інститутом керувала доктор медичних наук, професор Ольга Сельнікова. Напрямки її діяльності торкались проблем нозокоміальних інфекцій та досліджень механізмів резистентності умовно-патогенних мікроорганізмів до антибіотиків, контролю якості імунобіологічних препаратів.
З 2006 року по 2013 рік інститут очолював доктор медичних наук, професор В. Ф. Марієвський. Напрямки його наукової діяльності охоплюють фундаментальні та прикладні дослідження з проблем вірусних гепатитів, внутрішньолікарняних інфекцій, ВІЛ-інфекції / СНІДу та дезінфекції.

## Сучасність
З грудня 2013 році директором Інституту є доктор медичних наук, професор Задорожна Вікторія Іванівна — провідний науковець у галузі епідеміології інфекційних хвороб, вірусології та вакцинології. Її фундаментальні та прикладні дослідження спрямовані на розвиток молекулярної епідеміології вірусних інфекцій, розкриття механізмів взаємовідносин у паразитарній системі, оптимізацію схем рутинної імунізації. Провідним напрямком наукової роботи В. І. Задорожної є розробка стратегії та тактики ерадикації поліомієліту, їх реалізація дозволила припинити циркуляцію «дикого» поліовірусу в Україні за рахунок досягнення достатнього рівня несприйнятливості населення, а територію України у складі Європейського регіону ВООЗ у 2005 році сертифікувати як вільну від цієї хвороби. Результати наукової діяльності професора Задорожної В. І. відображені у значної кількості нормативних документів МОЗ України.
ДУ «Інститут епідеміології та інфекційних хвороб ім. Л. В. Громашевського АМН України» — головний в Україні науковий заклад з проблем епідеміології, мікробіології, вірусології, паразитології та інфекційних хвороб з висококваліфікованими фахівцями, експериментальною та клінічною базою.
Як головний з наукових проблем, що розробляються в інституті, координує діяльність профільних інститутів в Україні.
За останні роки провідними науковцями інституту: А. М. Зарицьким, А. Ф. Фроловим, Л. М. Чудною, В. Ф. Марієвським, А. Л. Гуралем, В. В. Алексєєнко, В. І. Бондаренко, О. П. Сельніковою, В. І.  Задорожною В. І.; Поліщук, А. Д. Вовк, А. О. Руденко, С. Л. Рибалко, В. Б. Шевчуком, С. В. Федорченко, В. В. Кононенко, В. І. Матяшем, А. М. Щербинською, Є. О. Шабловською, на основі теоретичних розробок створено «Концепцію ролі біологічних властивостей збудників в епідемічному процесі», «Концепцію боротьби з інфекційними хворобами в Україні», «Закон про інфекційні хвороби людей», «Закон про санітарно-епідеміологічне благополуччя України», «Національну програму профілактики СНІДу в Україні», які забезпечують правову основу протиепідемічних заходів і визначають стратегію й тактику боротьби з інфекційними хворобами.
В 90-ті роки — роки незалежності України інститут став головною організацією з проблем інфекційної патології людини. Науковці інституту вирішують найболючіші та актуальні питання з епідеміології, профілактики, діагностики та лікування інфекційних хвороб. В інституті розробляють основи боротьби з інфекційними хворобами.
На базі інституту працюють науково-методичні Центри грипу та ГРІ, Київський науково-методичний Центр з внутрішньолікарняних інфекцій.
Працюють: Вчена рада та дві спеціалізовані Ради — із захисту докторських дисертацій за спеціальностей «епідеміологія, мікробіологія, вірусологія» та «інфекційні хвороби».
Видатними вченими засновані наукові школи:
- академіком Л. В. Громашевським — епідеміологічна школа;
- професором Є. П. Бернасовською — школа мікробіологів;
- професором Л. М. Чудною — школа з вивчення колективного імунітету до інфекційних хвороб, керованих засобами специфічної профілактики;
- професором Л. Л. Громашевською — наукова школа з лабораторної діагностики.

Інститут є провідним з вивчення гострих кишкових (в тому числі холери), дитячих (дифтерія, кір, краснуха, поліомієліт, паротит), вірусних (СНІД, грип та ГРЗ, вірусні гепатити, менінгоенцефаліти), зоонозних інфекцій (лептоспіроз, сказ, сибірка), внутрішньолікарняних інфекцій, паразитарних хвороб; з питань розробки нових засобів дезінфекції та стерилізації, стратегії їх використання; з оцінки якості, профілактичної і лікувальної ефективності імунобіологічних препаратів, їх популяційної та індивідуальної безпеки, відповідності міжнародним стандартам. В Інституті проводяться наукові дослідження з розробки нових методів діагностики, лікування та профілактики інфекційних хвороб. Теоретичні розробки фахівців Інституту використовуються при створені наказів МОЗ України, постанов Верховної Ради, Ради Національної Безпеки і Оборони України .
В штаті Інституту — 393 співробітника, серед них 110 науковців: докторів наук — 23 (14 професорів) та 35 кандидатів наук.
В Інституті на 2015 рік функціонують наукові підрозділи:
- лабораторії:

- медичної мікробіології з музеєм патогенних для людини мікроорганізмів (зав. — к.мед.н. Покас І. В.);
- епідеміології парентеральних вірусних гепатитів та ВІЛ-інфекції (зав. — д.мед.н. Сергеєва Т. А.);
- кишкових інфекцій і паразитозів (зав. — д.мед.н., професор Зарицький А. М.);
- лабораторія імунології та вакцинопрофілактики (зав. — д.мед.н., професор Задорожна В. І.);
- дезінфектології (зав. — д.мед.н., проф. Марієвський В. Ф.);
- експериментальної хіміотерапії вірусних інфекцій (зав. — д.мед.н., професор Рибалко С. Л.)

- науково-організаційний відділ (зав. — к.мед.н. Юхименко О. О.);
- відділи:

- респіраторних та інших вірусних інфекцій (зав. — д.мед.н. Мироненко А. П.)
- ВІЛ та ВІЛ-асоційованих інфекцій (зав. — д.мед.н., проф. Щербинська А. М.)
- вірусного гепатиту та СНІДу (зав. — д.мед.н. Федорченко С. В.);
- нейроінфекцій (зав. — д.мед.н., професор Руденко А. О.);
- інтенсивної терапії та детоксикації (зав. — д. мед.н. Матяш В. І.).

- У клініці функціонують:

- консультативна поліклініка;
- клініко-діагностична лабораторія (зав. — Василенко Л. Г.);
- клінічні відділення вірусного гепатиту, СНІДу з палатою інтенсивної терапії, нейроінфекції, інтенсивної терапії, детоксикаційної терапії.

З 2007 р. в Інституті відновлено видання журналу «Профілактична медицина (епідеміологія. мікробіологія, вірусологія, діагностика, клініка та засоби профілактики інфекційних хвороб)» (головний редактор — д.мед.н., професор Задорожна В. І.).
При Інституті функціонують спеціалізовані вчені ради з правом проведення захисту дисертацій на здобуття наукового ступеня доктора медичних наук: за спеціальностями епідеміологія і інфекційні хвороби та паразитологія і гельмінтологія.
На базі Інституту працюють:
- Український центр профілактики та боротьби зі СНІД МОЗ України;
- Центр грипу та ГРІ МОЗ України;
- Навчально-методичний Центр інфекційного контролю;
- Регіональний Центр з проблем допомоги та лікування ВІЛ/СНІД в Євразії, де навчаються лікарі з України, Росії, Азербайджану, Киргизстану, Татарстану за участю ВООЗ та міжнародних експертів.

Інститут має широкі міжнародні зв'язки: з Європейським регіональним Бюро ВООЗ, ЮНІСЕФ, Партнерством медичних закладів США та України, СДС США, Американським агентством міжнародного співробітництва України та США, Агенцією ООН (фондом «Відродження»), Інститутом відкритого суспільства, організацією «Лікарі без кордонів».

## Ключові особи
- Директор інституту — д. мед. н., професор Вікторія Іванівна Задорожна.